# ساختمان کم ارتفاع

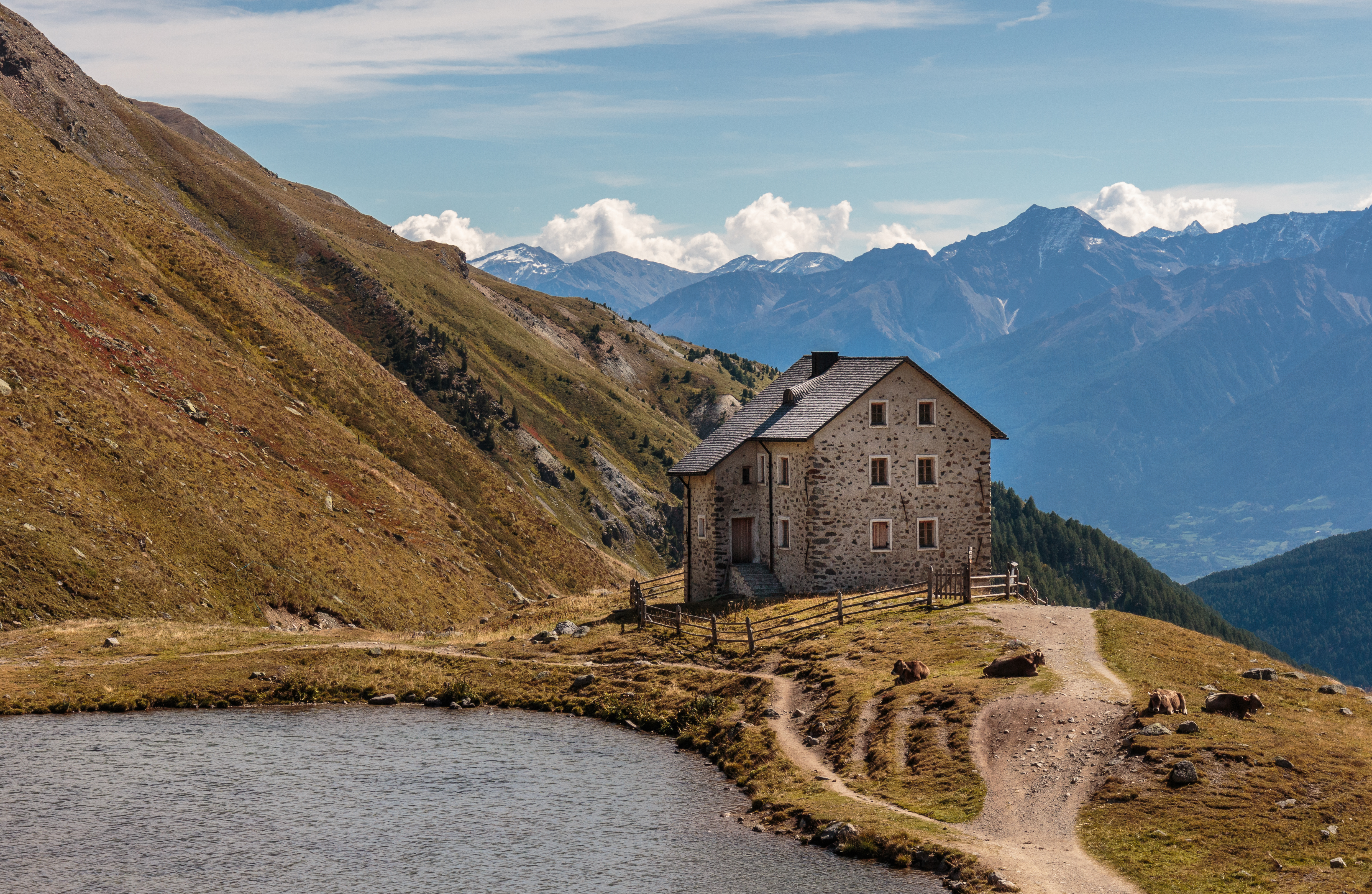
خانه کم ارتفاع Alte Pforzheimer Hütte در نزدیکی Pforzheimer See، در منطقه ترنتینو آلتو آدیجه در شمال ایتالیا نزدیک مرز سوئیس

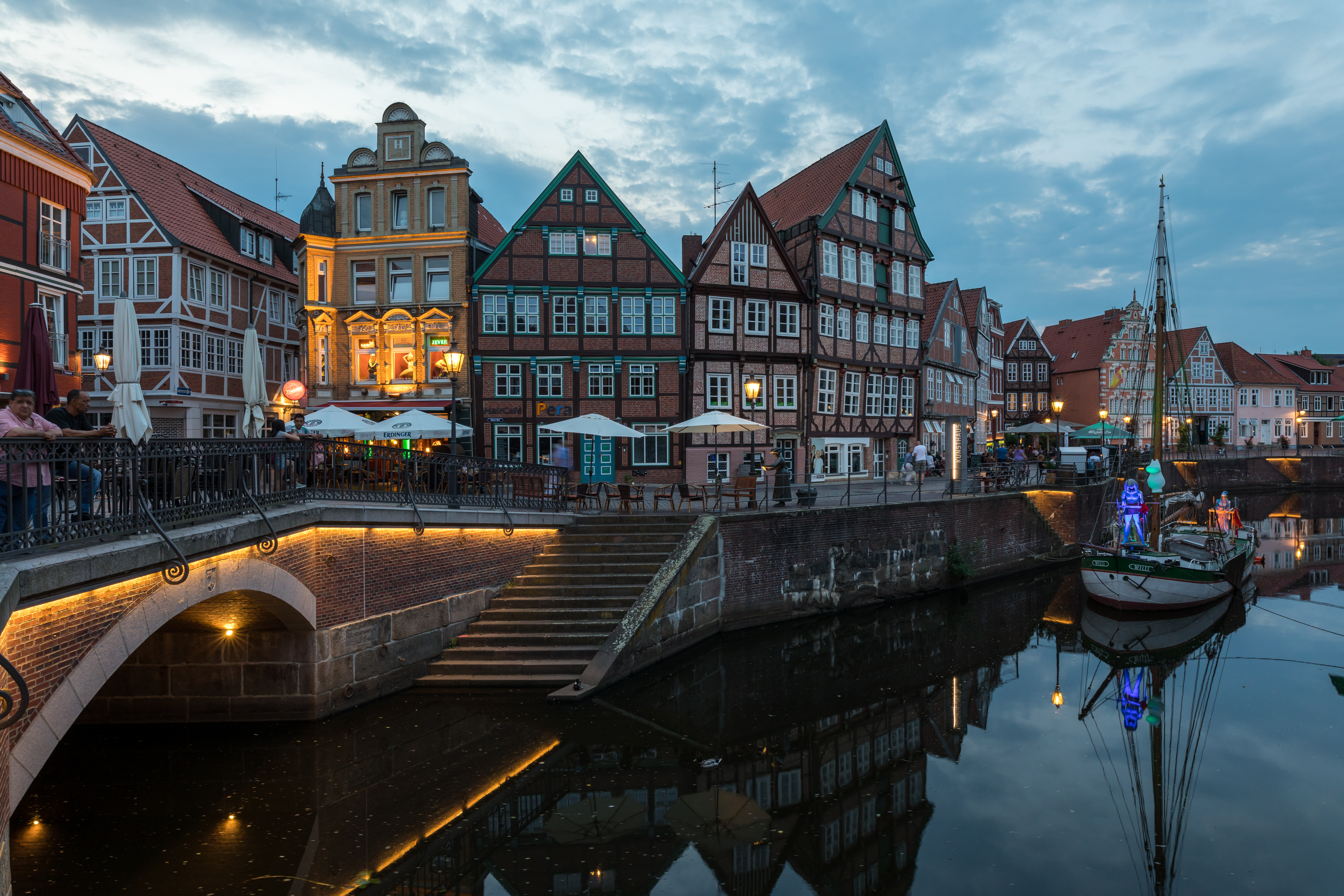
نوعی سازه اسکلت چوبی آلمانی در بندر هانزیاتیک اشتدته، آلمان

ساختمان کم ارتفاع (انگلیسی: Low-rise building) یا ساختمان کم‌مرتبه ساختمانی است که فقط چند طبقه ارتفاع داشته باشد یا هر ساختمانی که کوتاه‌تر از ساختمان بلندمرتبه باشد، اگرچه برخی دیگر ساختمان‌ها شامل طبقه‌بندی میان‌مرتبه‌ها هستند.

## تعریف
امپوریس ارتفاع کم را به عنوان «ساختار محصور در زیر ۳۵ متر (۱۱۵ فوت) که به سطوح طبقات منظم تقسیم می‌شود» تعریف می‌کند. شهر تورنتو یک ساختمان متوسط یا میان‌مرتبه را ساختمانی بین چهار تا دوازده طبقه تعریف می‌کند. ساختمان‌هایی که آسانسور و راه‌پله دارند.

## مشخصات

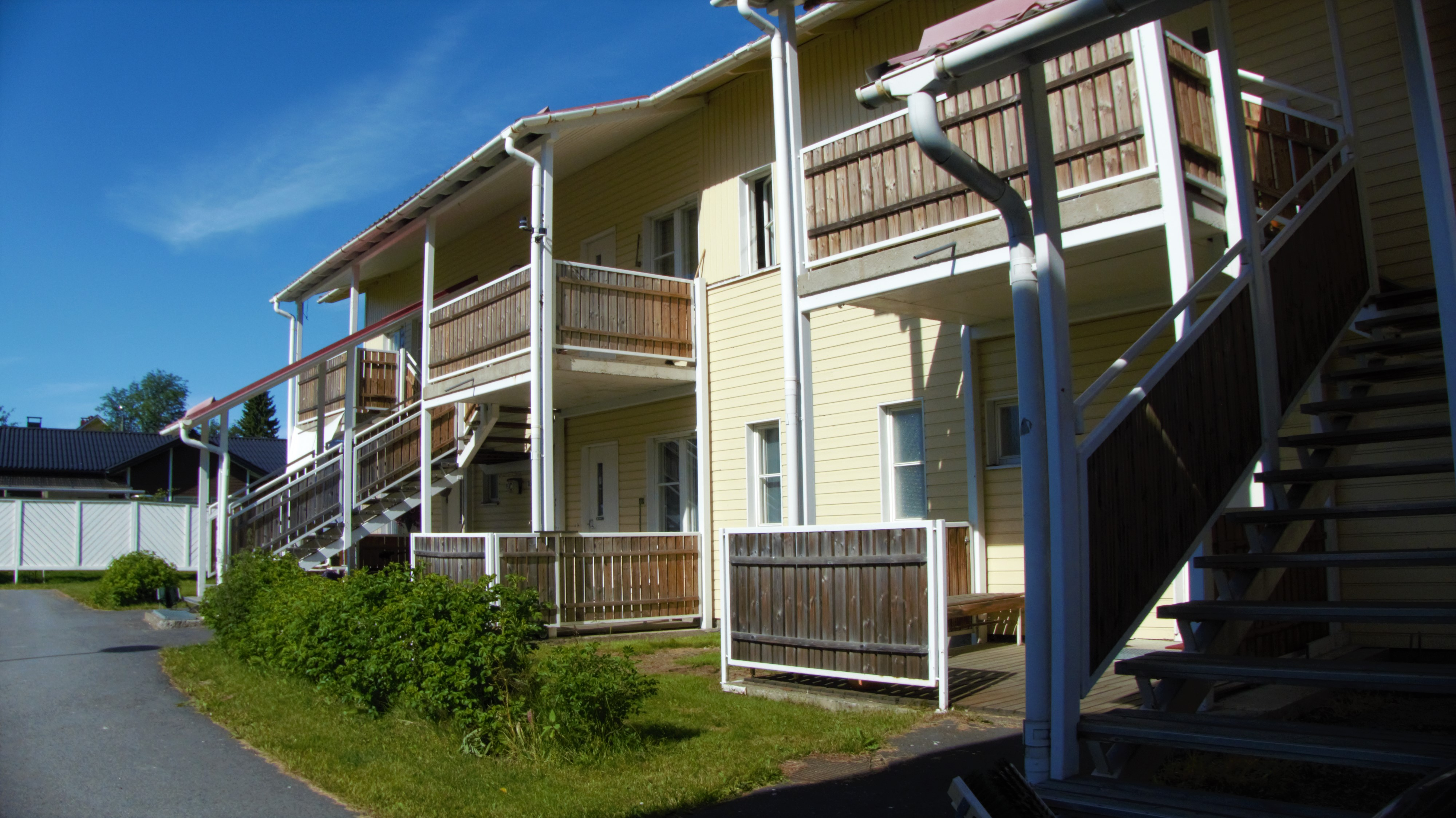
خانه‌های آپارتمانی با دسترسی عرشه در سینایوکی، فنلاند

آپارتمان‌های کم‌مرتبه گاهی نسبت به آپارتمان‌های بلندمرتبه حریم شخصی و قابلیت مذاکره بیشتر در مورد اجاره و خدمات را ارایه می‌کنند، اگرچه ممکن است امکانات و انعطاف‌پذیری کمتری با اجاره داشته باشند. خاموش کردن آتش در ساختمان‌های کم ارتفاع آسان‌تر است.
در داخل ایالات متحده به دلیل دیدگاه حقوقی-اقتصادی و مدرنیستی، در برخی شهرها دیدگاه بر این است که ساختمان‌های کم ارتفاع نسبت به بلندمرتبه‌ها تجمل کمتری دارند، در حالی که در غرب اروپا (به سبب هویت تاریخی و دلایل قانونی)، کم‌مرتبه‌ها جذاب‌تر هستند. برخی از کسب و کارها ساختمان‌های کم ارتفاع را به دلیل هزینه کمتر و فضای قابل استفاده بیشتر ترجیح می‌دهند. وجود همه کارکنان در یک طبقه نیز ممکن است بهره‌وری کار را افزایش دهد.